# Glaciar Salmón
El glaciar Salmón es un glaciar situado a unos 25 km al norte de Stewart, Columbia Británica, y de Hyder, Alaska, justo en el lado canadiense de la frontera. El glaciar, uno de los cientos que hay en las cordilleras Fronterizas, es notable por su gran potencial como peligro natural. El lago Summit está situado en el extremo septentrional del glaciar y todos los años, alrededor de mediados de julio, el lago rompe una presa de hielo y luego pasa por debajo del glaciar Salmón al río Salmón. Esto hace que el río se eleve aproximadamente 4-5 pies (1,2-1,5 m) durante varios días
Se puede acceder al glaciar por carretera desde Hyder, Alaska, desde principios de julio hasta finales de septiembre.
El nombre del glaciar fue adoptado oficialmente el 20 de enero de 1955 por la Junta de Nombres Geográficos de Canadá. 

## Clima
Según la clasificación climática de Köppen, el glaciar Salmón se encuentra en la zona de clima oceánico del oeste de América del Norte. La mayoría de los frentes climáticos se originan en el Océano Pacífico y viajan hacia el este hacia las Montañas Costeras, donde son forzados hacia arriba por la cordillera ( elevación orográfica ), lo que hace que suelten su humedad en forma de lluvia o nevadas. Como resultado, las Montañas Costeras experimentan altas precipitaciones, especialmente durante los meses de invierno en forma de nevadas. Las temperaturas pueden caer por debajo de −20 °C (-4 °F) con factores de sensación térmica por debajo de −30 °C (-22 °F) .

## Otras lecturas
- Haumann, Dieter, 1960, Estudios fotogramétricos y glaciológicos del glaciar Salmón: Arctic, v. 13, no. 2, pág. 74-100
- Clark, KC y Holdsworth, G., 2002, Documento profesional 1386-J del Servicio Geológico de los Estados Unidos: Atlas de imágenes de satélite de los glaciares del mundo - América del Norte, pág. 291-299

- Datos: Q7405510
- Multimedia: Salmon Glacier / Q7405510